# Simpson (Kansas)
Simpson – miasto w Stanach Zjednoczonych, w stanie Kansas, w Hrabstwie Cloud.